# البرازيل في الألعاب الأولمبية الصيفية 2012
البرازيل في الألعاب الأولمبية الصيفية 2012 من المقرر ان تدخل البرازيل للمنافسة في دورة ألعاب أولمبية صيفية 2012، لندن المملكة المتحدة، في الفترة من 27 يوليو - 12 أغسطس 2012. وستشارك ب 226 رياضي في 26 رياضة